# Club Atlético Independiente
El Club Atlético Independiente es una entidad deportiva y educativa argentina, cuya sede y estadio están localizados en la ciudad de Avellaneda, del aglomerado del Gran Buenos Aires. El club es reconocido principalmente en el fútbol masculino, en el que su primer equipo participa en la Primera División de Argentina y es considerado como uno de los cinco grandes del fútbol argentino.
Fue formado el 4 de agosto de 1904, bajo el nombre de Independiente Foot-Ball Club, aunque su fecha se fundación oficial es el 1 de enero de 1905. Originario de Monserrat, un barrio de la ciudad de Buenos Aires, se mudó a Crucecita en 1907 y luego a Avellaneda en 1928. Su equipo de fútbol logró el ascenso a la Primera División de Argentina en 1911, y ha participado en la misma desde entonces, a excepción de la temporada 2013-14, cuando descendió por primera vez.
Inaugurado en 2009, el estadio Libertadores de América-Ricardo Enrique Bochini es el recinto donde oficia de local el equipo de fútbol masculino, y en ocasiones especiales, también el fútbol femenino. Tiene una capacidad para 49.500 espectadores. La hinchada de Independiente es la tercera más numerosa del país.
Independiente ganó 16 campeonatos de Primera División (14 de ellos en la era profesional) y 9 copas nacionales de primera categoría y una de segunda categoría, siendo el cuarto equipo más laureado en el escenario nacional. También es el equipo con más victorias en el Clásico de Avellaneda, el segundo de mayor importancia en el país detrás del Superclásico.
En lugar del éxito a nivel nacional, Independiente es principalmente reconocido por sus títulos internacionales, habiendo ganado un récord de siete Copa Libertadores (1964, 1965, 1972, 1973, 1974, 1975 y 1984, incluyendo un récord de cuatro copas consecutivas), dos Copa Intercontinental (en 1973 venciendo a la Juventus en Roma y en 1984 venciendo al Liverpool en Tokio), dos Copa Sudamericana (2010 y 2017) y la Recopa Sudamericana 1995.
También fueron campeones de otras competencias hoy discontinuadas, como dos Copa Aldao, un récord de tres Copa Interamericana, dos Supercopa Sudamericana y la Copa Suruga Bank 2018. Estos logros llevaron a Independiente a ganarse los motes de "Rey de Copas" y "Orgullo Nacional", este último debido a que en la Intercontinental 1984 venció en el primer enfrentamiento entre un equipo argentino y un rival británico tras la guerra de Malvinas. Con 18 títulos internacionales reconocidos por FIFA, se ubica primero en este rubro en América, junto a Boca Juniors, y tercero en el mundo.
En enfrentamientos fuera de competiciones internacionales, Independiente también obtuvo históricas victorias como el 4-1 al FC Barcelona en 1928, 3-0 a las Chivas de Guadalajara en 1948, 6-0 al Real Madrid de Di Stéfano, 8-1 al Sporting de Lisboa, 3-0 al Valencia, 5-3 al Atlético de Madrid (todas en 1953), 3-0 a la Estrella Roja de Belgrado en 1955, 5-1 al Santos de Pelé en 1964, 5-3 al Urawa Red Diamonds en 1995 y 3-0 al Feyenoord de Koeman en 1997.
Aparte del fútbol, las otras disciplinas que se practican en el club son ajedrez, artes marciales, atletismo, básquetbol, boxeo, futsal, gimnasia, hándbol, hockey, natación, patín sobre ruedas, pilates, tenis, voley, waterpolo y yoga. El club también tiene su propio jardín de infantes, escuelas primaria, secundaria y terciaria (con únicamente dos carreras; profesorado de educación física y escuela de director técnico de fútbol).

## Historia

### Orígenes en Buenos Aires

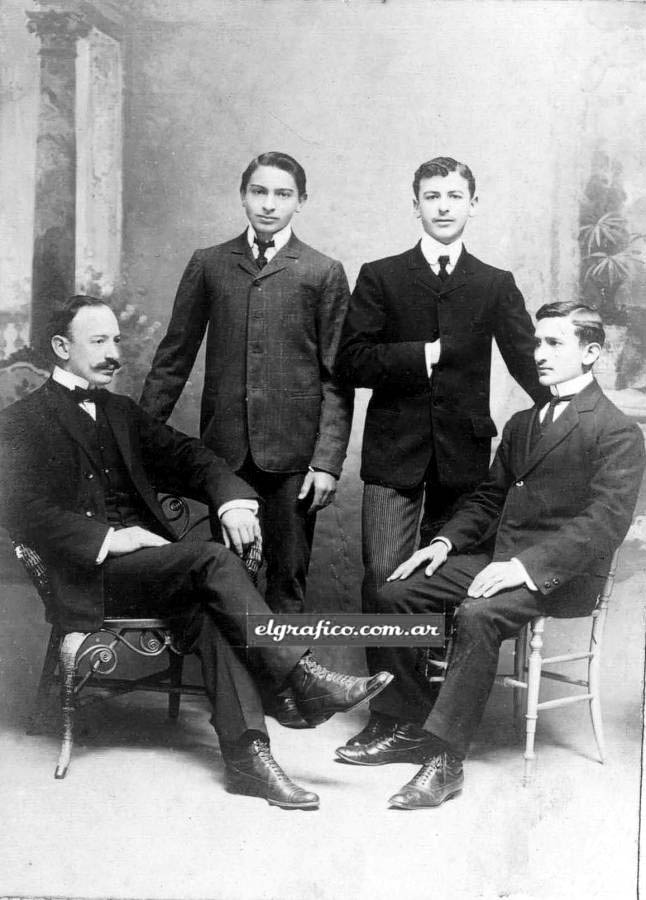
Los hermanos Degiorgi, fundadores (fotografía de 1905)

Independiente surgió en 1904 por un grupo de empleados de la tienda "A la Ciudad de Londres", ubicada en el barrio de Montserrat de la Ciudad Autónoma de Buenos Aires. Estos empleados, los más jóvenes y más afectados por la precariedad laboral en la tienda, a pesar de pagar la cuota social, fueron marginados del club de fútbol de la tienda fundado un año atrás en 1903, llamado Maipo-Banfield Football Club (integrado por los trabajadores más elitistas). Sólo se les permitía acudir como espectadores.
El 4 de agosto de ese año se reunieron en un bar de la calle Perú (a sólo dos cuadras de la Plaza de Mayo y la Casa Rosada), allí tomaron la decisión de rechazar una invitación para formar parte de Atlanta (fundado también esos días) y proclamaron la creación del "Independiente Foot-Ball Club", simbolizando sus ideales independentistas. Rosendo Degiorgi fue quien le dio nombre al club y fue elegido como primer presidente, abriendo la sede del club en su propia casa. Las primeras camisetas del equipo fueron blancas, reutilizadas de un equipo de Barracas llamado Plate United, que dejó de existir en 1903. Estas camisetas traían un escudo azul de detalles blancos, muy similar al escudo del Saint Andrew's Scots School. No se sabe a ciencia cierta si esta similitud fue intencional o casual.
Quince días después de la primera reunión, el 19 de agosto, jugaron el primer partido de su historia, empatando 2-2 con Atlanta, en una cancha ubicada en el barrio de Flores.
Durante su corta estadía en la capital Independiente hizo de local, principalmente, en diversas canchas improvisadas en los barrios de Flores y La Paternal. También hizo de local en Recoleta, donde alquiló un campo muy costoso perteneciente al Colegio Nacional de Buenos Aires durante cinco meses.
El club compitió en 1905 en torneos barriales como la Copa Villalobos, donde se encontró por primera vez con un Boca Juniors de apenas cuatro meses de existencia un 27 de agosto, siendo victoriosos por 4-1 en Flores.
El club se afilió a la AFA en 1906 y estuvo inscrito para comenzar a competir ese año, al igual que sus vecinos de Atlanta, pero a último momento fue descalificado por no cumplir con las estrictas reglas de estadio que demandaba la entonces "AFA inglesa", por lo que se optó por competir en la Liga Central de Football. En este campeonato enfrentó a equipos efímeros como Highland Forest, Gutemberg, Presidente Roca, Imperio, Mariano Moreno, General Arenales, La Prensa, Primero de Mayo y otros. Entre ellos, los únicos equipos que sobrevivieron en el tiempo fueron Comercio (hoy sólo dedicado al tenis) y Platense.

### Periodo en Crucecita
Mientras el equipo competía en la Liga Central, un comité compuesto por el presidente Arístides Langone y los secretarios Carlos Degiorgi, Antonio Díez, Severo Rodríguez y Juan Darnay planteaba mudar el club a un campo para construir un estadio propio. Por recomendación de Juan Irigoyen (secretario y jugador) encontraron un terreno disponible en Crucecita Este, cerca de Dock Sud. En consecuencia, comenzaron disputando la Liga Central en Buenos Aires y la terminaron en Crucecita (Partido de Avellaneda).
En 1907 se despiden definitivamente de los "torneos barriales" siendo campeones del Torneo de Verano de la Liga Central, por delante de Platense, dado que ese año finalmente fueron aceptados en la AFA. Estuvieron a punto de ser rechazados nuevamente ya que la cancha seguía sin cumplir con las normas, pero fueron admitidos por insistencia de Carlos Degiorgi.
Comenzando desde Segunda División, el primer partido oficial por torneos de AFA fue derrota por 1-3 ante Comercio en Crucecita, y en junio de ese año por primera vez se enfrentaron a Racing, partido que desde el primer momento fue un clásico ya que sus nuevos vecinos no estaban contentos compartiendo la ciudad. El clásico lo ganó Independiente por 3-2, con un gol de Rosendo Degiorgi sobre la hora. En octubre se enfrentaron por primera vez con River Plate, en un amistoso realizado en Crucecita, donde ganó el IFBC blanco 3-1 con goles de Julio Mantecón, Juan Irigoyen y Miguel Peluffo.

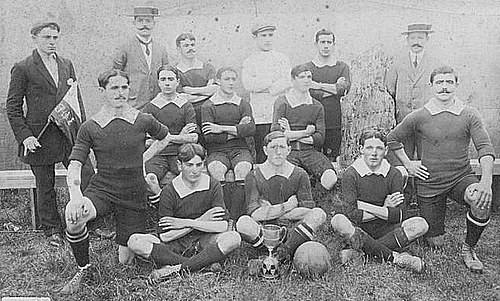
Jugadores de Independiente posando con su primer trofeo de AFA (1909)

Había una clara diferencia de nivel entre la Segunda División de la AFA y la Liga Central a la que estaban acostumbrados. Su primera participación en AFA culminó en el penúltimo puesto, que los relegó a jugar la Tercera División en 1908 y derivó en la salida de algunos jugadores originales, como Rosendo Degiorgi. Habiendo hecho un mal torneo, con un estadio en condiciones pobres, falta de recursos y los miembros teniendo que viajar a caballo a un estadio lejos de sus casas, fue materia de discusión si Independiente debía continuar existiendo. Pero la pasión por el fútbol pudo más y se hicieron más esfuerzos.
Próntamente, gracias a la incorporación de doce futbolistas campeones con Racing, que se "cruzaron de vereda" tras un conflicto interno de ese club (entre ellos Germán Vidaillac, fundador), Independiente cambió su cara radicalmente y logró nuevamente el acceso a Segunda División tras ser subcampeón en la única temporada en la historia del club en Tercera División, con un gran récord de 14 victorias en 14 partidos jugados (40 goles a favor y sólo 4 en contra), pero lastimosamente no lograron condecorar la temporada con el título ya que perdieron 0-3 la final del campeonato con Banfield en el Estadio GEBA de Palermo. Los nuevos miembros además ayudaron en mejorar las condiciones del estadio.
Independiente adoptó, también en 1908, su distintivo color rojo, sobre lo cual existen dos teorías; la "tradicional" es que fue idea del presidente y arquero Arístides Langone, por su fanatismo por el Nottingham Forest inglés, que realizó una gira por Argentina contra equipos locales y dejó maravillado al público argentino. Por otro lado, también es cierto que como secretario general y delantero se encontraba Julio Mantecón, militante de peso del Partido Socialista, para quien el rojo vivo simbolizaba la lucha obrera. Las camisas rojas fueron acompañadas por el primer "escudo" rojo del club (un sello de ese color), y el acrónimo continuó siendo IFBC (hasta 1914).
En 1909 se incorporó el "Vasco" José Buruca Laforia, el primer "profesional" del club, con quién Independiente obtuvo su primer título oficial siendo campeones de la Copa Bullrich, ganándole a equipos importantes de la época como GEBA (4-0), Ferro (1-0), Estudiantil Porteño (3-2) y los segundos equipos de Alumni (1-0) y San Isidro (1-0). La final contra San Isidro tuvo lugar el 8 de septiembre en el Estadio de Ferro (el estadio más antiguo del país que sigue en pie), y el gol de la victoria fue anotado por Francisco Viegas. En el ámbito liguero, después de jugar dos años más en Segunda, en 1911 fueron transferidos a la recién creada División Intermedia.
Durante el transcurso de la Intermedia (1911) el club continuó creciendo institucionalmente, mudándose a un terreno sobre la avenida Mitre, en el centro de Crucecita. Allí construyeron el Estadio de Crucecita para 4000 personas (luego expandida a 10 000), hecho íntegramente de madera, inaugurado con victoria sobre Estudiantil Porteño. Ese año pelearon el campeonato hasta la última fecha contra Estudiantes, con quién cayó en la última fecha quedando en segundo lugar. Aun así, por reorganización de las competiciones, fueron ascendidos a Primera División tras siete años de haber sido fundados.
El 4 de febrero de 1912 el equipo rojo ganó su primera copa internacional amistosa, el Trofeo Asociación Anglo-Argentina, por 3-0 contra el Universal uruguayo. Enrique Colla anotó un doblete y el restante gol fue obra de Francisco Roldán.
El 14 de julio de 1912, Independiente debutó en Primera División contra Kimberley (ganaron 3-0 en Avellaneda), terminando el torneo como subcampeones, luego de abandonar la final contra Porteño reclamando un gol mal anulado. Enrique Colla de Independiente fue el goleador del torneo, con 12 goles. En octubre, los rojos se embarcaron a Montevideo para disputar por primera vez un partido en el extranjero, el cual resultó en victoria por 2-0 para el River Plate uruguayo.
En 1914, Julio Mantecón propuso castellanizar el nombre del club a "Club Atlético Independiente", debido a que el idioma inglés ya había caído en desuso. La moción fue aprobada por el presidente Juan Mignaburu. Posteriormente se comenzaron a agregar otras disciplinas deportivas, siendo la primera el baloncesto o básquetbol.

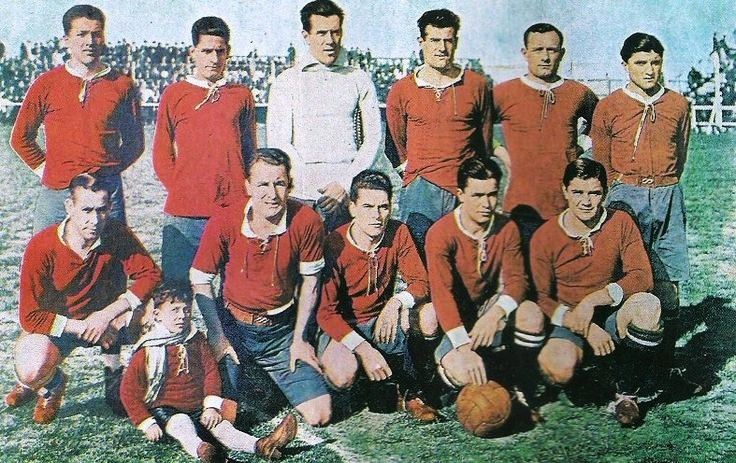
El equipo de 1926 ganó el segundo campeonato y el mote de "Diablos Rojos"

Independiente alcanzó en 1916 la final de la Copa Jockey Club, cayendo por 1-2 ante Rosario Central. Al año siguiente, volvió a ser finalista del mismo torneo y venció a Estudiantes por 2-1, ganando su primer título con el nombre actual, con goles de Juan Cánepa y Guillermo Ronzoni, logrando así también su primer título de primera categoría y su primera clasificación a un torneo internacional; la Cup Tie Competition. Allí perdió ante Montevideo Wanderers, campeón uruguayo, por 0-4.
En relación con el logro anterior, Independiente había alcanzado la final de la Copa La Nación 1914, pero la misma fue cancelada porque su rival Argentino de Quilmes fue desafiliado de la AFA antes de la final, siendo Independiente "campeón por escritorio".
El equipo de Avellaneda logró ser campeón de Primera División por primera vez en 1922, un difícil campeonato donde River Plate, San Lorenzo y Racing terminaron segundo, tercero y cuarto respectivamente, con una exquisita marca de 97 goles en la temporada, de los cuales 55 fueron marcados por Manuel Seoane, que logró su propio récord de jugador con más goles en un campeonato de Primera División (que aún ostenta). En 1923, Independiente finalizó segundo detrás del "Ciclón", en parte como resultado de Seoane y Ronzoni siendo sancionados con un año de suspensión por pelearse con un árbitro.
En los años veinte eran comunes las giras de equipos británicos a Argentina, con lo cual Independiente se enfrentó por primera vez a un club del Viejo Continente en 1923, con victoria sobre el Third Lanark de Glasgow, Escocia por 2-1 en la cancha de River con un doblete de Raimundo Orsi.
Manuel Seoane regresó al equipo en 1926 y llevó a Independiente a ganar su segundo campeonato de Primera, siendo apodados con el mote de "Diablos Rojos" desde este momento entre el público futbolero, a partir del periodista Hugo Marini del Diario Crítica que calificó de "endiablada" a la delantera (al antiguo estilo 2-3-5) de aquel Independiente protagonizada por Manuel Seoane, Alberto Lalín, Raimundo Orsi, Luis Ravaschino y Zoilo Canavery.
Raimundo Orsi pasó a convertirse en la primera figura mundialmente reconocida de Independiente, ya que ganó la Copa América 1927 y una medalla olímpica para Argentina y luego se mudó a la Juventus, antes de ganar el Mundial 1934 con la selección italiana, anotándole en la Final a Checoslovaquia. Siendo campeón del mundo, en 1935 regresó a Independiente, posiblemente escapando del régimen fascista; previo a la final del Mundial, Benito Mussolini se había presentado ante el plantel italiano para exigirles "ganar o morir'".

### Consolidación en Avellaneda

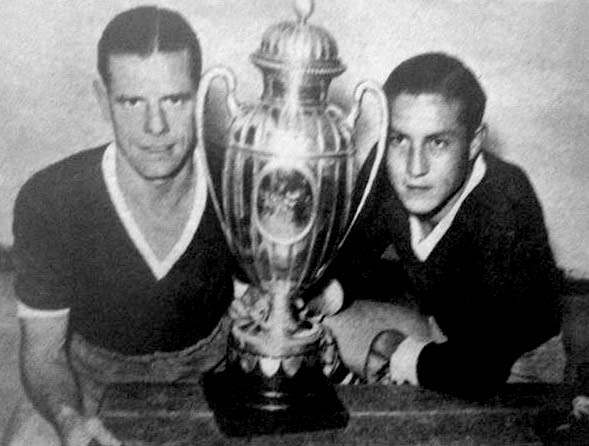
Sastre y Erico junto a la Copa Aldao 1938, primer título internacional

En 1925 el presidente del club Pedro Canaveri hizo una oferta para comprar la propiedad donde se hallaba el Estadio de Crucecita, pero esta fue rechazada. Lo cual significó que debían mudarse nuevamente, y la solución fue la compra de un terreno baldío y pantanoso de bajo precio ubicado en los límites de la ciudad de Avellaneda entre el estadio de Racing y las vías del Ferrocarril del Sud, avivando todavía más la rivalidad con sus vecinos. Allí construyó el Estadio de Alsina y Cordero (más tarde rebautizado como "la Doble Visera"), el primer estadio de cemento en Argentina y segundo en el mundo. El mismo fue construido sobre una pantano grande, que tuvo que ser secado y rellenado con toneladas de piedra y tierra. El club tuvo que atravesar reiterados intentos por parte del "racinguista" intendente de Avellaneda, Alberto Barceló, de intentar sabotear la construcción del estadio enviando empleados municipales a llevarse el material, intentando paralizar las obras y, por último, intentando inventar una calle donde el pantano terminaba de ser rellenado. Sin embargo, el club logró avanzar con la construcción llevando la causa a los principales medios de Buenos Aires e, incluso, echando a los municipales a los tiros.
El estadio fue inaugurado en un amistoso ante Peñarol el 8 de marzo de 1928, y sirvió durante más de diez años como la sede principal de la selección argentina. Algunas de las tribunas fueron reutilizadas del anterior estadio en Crucecita, hasta que fueron reemplazadas por tribunas de cemento.
Tras la primera experiencia contra Third Lanark, otros equipos europeos llegaron a Argentina, consecuentemente Independiente le ganó 4-1 al FC Barcelona (campeón de España) en 1928 y 1-0 al Bologna (campeón de Italia) en 1929. También se enfrentó al Chelsea (empate 1-1) y al Torino (derrota 1-2). Contrariamente a los europeos, Independiente todavía era un club amateur. Arcadi Balaguer, presidente del FC Barcelona, quedó sorprendido al darse cuenta de que el defensor rojo Guillermo Ronzoni era el señor que vendía las entradas en la ventanilla del estadio minutos antes de comenzado el partido. Ese día los Diablos Rojos le ganaron a los catalanes con un doblete de Manuel Seoane, uno de Canavery y uno de Orsi, con el escudo nacional bordado en el pecho de la camiseta por iniciativa del presidente de la nación Hipólito Yrigoyen.
Independiente estuvo entre los 18 clubes que desafiaron a la AFA creando la Liga Argentina de Football en 1931, la primera liga profesional del país. Para ese entonces ya era considerado como uno de los cinco grandes del fútbol argentino junto a Boca Juniors, Racing, River Plate y San Lorenzo. Zoilo Canavery, que se retiró en 1930 vistiendo la camisa roja, se reincorporó al club siendo su primer director técnico oficial en 1932.
En 1933 se retiró Manuel Seoane con un bestial récord de 241 goles en 264 apariciones con la camiseta roja, siendo el mayor goleador histórico de Primera División y campeón de la Copa América en tres oportunidades. A fines de la década de 1930 el club, ya devenido profesional, entró en una senda de títulos de la mano de sus tres nuevas figuras: Arsenio Erico, Antonio Sastre y Vicente de la Mata, uno de los tridentes más ofensivos en la historia del fútbol, con 556 goles en total. Este equipo llevó a Independiente a ganar dos campeonatos de Primera (1938 y 1939), tres copas nacionales, y tres copas internacionales. En 1938 lograron el primer título internacional del club en el mítico Estadio Centenario de Montevideo (lugar donde Uruguay fue campeón del mundo en 1930), venciendo de remontada por 3-1 a Peñarol con goles de De la Mata, Zorrilla y Erico. El técnico responsable de las dos triples coronas fue Guillermo Ronzoni, a día de hoy el técnico más ganador en la historia de Independiente, quien además fuese defensor entre 1917 y 1928.

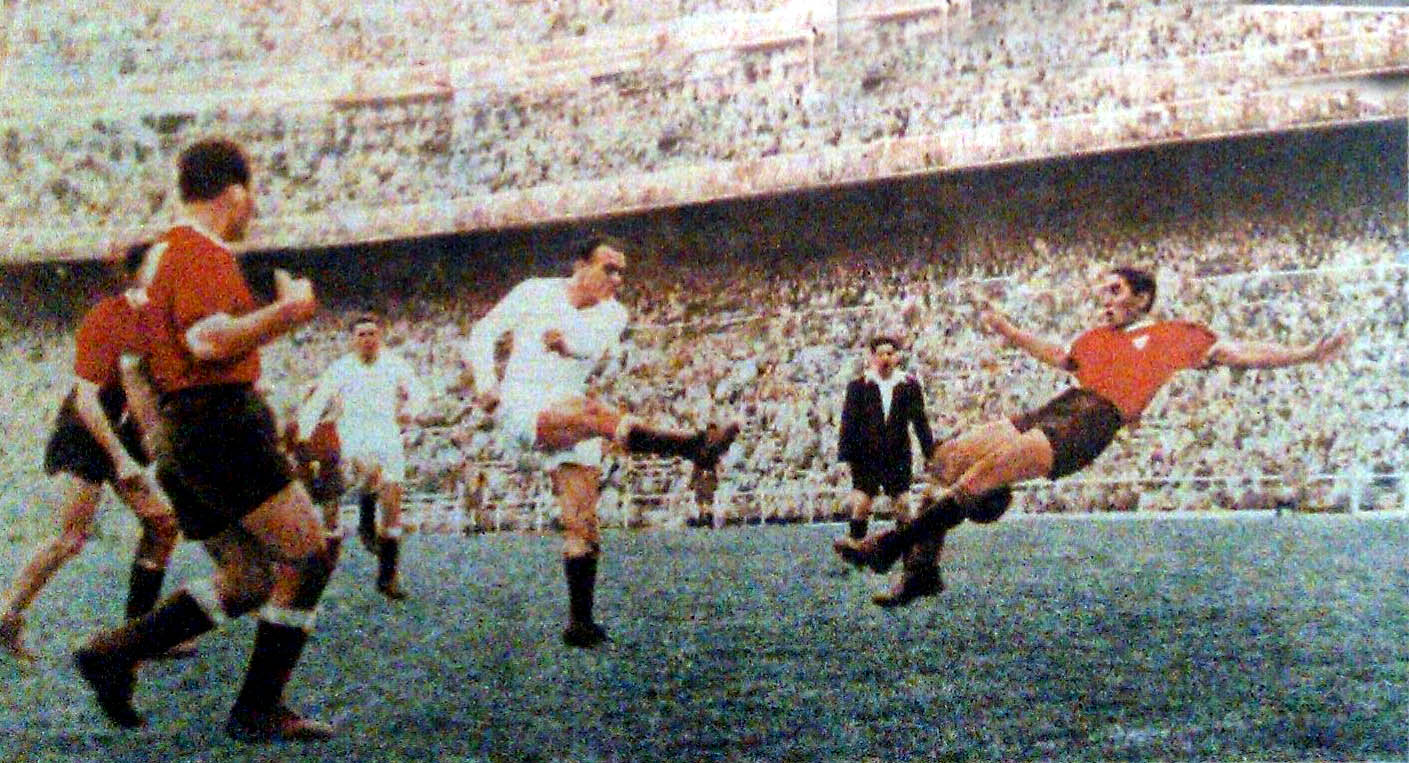
Real Madrid vs. Independiente, 1953

En 1939, un equipo combinado de Independiente y River Plate venció por 3-1 a un combinado de Flamengo y Vasco da Gama en un Viejo Gasómetro repleto, adjudicándose la "Copa Confraternidad Argentino-Brasileña". Erico y Juan José Maril de Independiente aportaron dos de los tres goles. A fines de 1939 el equipo rojo se aventuró por primera vez a Brasil, donde se encontró ante el Vasco da Gama, Flamengo, Botafogo, Atlético Mineiro, América Mineiro, Internacional y Grêmio. El momento cumbre de la gira fue una victoria por 8-1 sobre Botafogo. En 1941 ganaron la Copa Ministerio de Hacienda en Paraguay venciendo por 4-2 a Cerro Porteño, campeón de ese país. En Chile obtuvo el Trofeo Universidad de Chile tras empatar con la Universidad de Chile 1-1.
En 1940 se produjo la máxima goleada del Clásico de Avellaneda, con Independiente derrotando 7-0 a Racing con dobletes de Zorrilla, Erico, De la Mata y uno de Leguizamón. Esa misma jornada, ya había ocurrido el mismo récord entre los equipos de reserva, donde Independiente ganó 10-0. El famoso tridente ofensivo se desarmó en 1941 con la partida de Antonio Sastre al São Paulo. Tiempo después la AFA lo consideró como el jugador argentino "más completo de todos los tiempos".
Arsenio Erico, por su parte, se retiró en 1946 habiéndose convertido en el máximo goleador en la historia del campeonato argentino con 295 goles (récord que aún ostenta) eclipsando el récord de Manuel Seoane, y Vicente de la Mata fue el último en retirarse, llevando al Rojo a ser campeón en 1948 bajo la dirección técnica de Fernando Bello, quien fuera arquero durante once temporadas entre 1933 y 1944. Alfredo Di Stéfano (2008) consideró a Arsenio Erico como "el jugador más extraordinario" que vio en su vida.
Tras los viajes por Chile, Brasil y Paraguay, en 1948 y 1952 realizaron giras por México, en 1951 por Ecuador, Perú y Costa Rica y en 1953 por Colombia. Dado que en esa época no se realizaban oficialmente torneos internacionales, las giras internacionales eran la única vía para enfrentarse a potencias extranjeras. Algunas victorias destacadas son un 3-0 a las Chivas de Guadalajara, 6-4 a Alajuelense, 6-1 a Alianza Lima, 3-0 al Necaxa, 2-0 al Atlante, 4-1 al León y 4-0 al Deportivo Cali.
En 1953 el equipo de Avellaneda realizó su primera gira por Europa, donde debutó en el Estadio Bernabéu logrando una histórica goleada ante el Real Madrid por 6-0 con el estadio repleto, un Real Madrid protagonizado por Alfredo Di Stéfano, Paco Gento y demás futuros "Galácticos" que luego ganarían cinco Copas de Europa consecutivas. Rodolfo Micheli anotó un hat-trick, y los otros tres goles fueron marcados por Bonelli, Grillo y Cecconatto.
La gira continuó con un 2-1 al Benfica y 8-1 al Sporting en Portugal, 5-3 al Atlético Madrid y 3-0 al Valencia en el Mestalla. La gira concluyó con derrotas ante FC Rouen en Francia y contra Huddersfield Town en Inglaterra, ambas por 2-3. En Avellaneda recibió a varios equipos poderosos de la época también, cosechando victorias por 4-2 frente al Rot-Weiss (campeón de Alemania) en 1954, 6-1 a La Chaux-de-Fonds (campeón de Suiza) en 1954, 3-0 a la Estrella Roja (campeón de Yugoslavia) en 1955, 1-0 frente al CSKA Sofía (campeón de Bulgaria) en 1962, 2-0 al Dinamo de Moscú (campeón de la Unión Soviética) en 1963, 3-0 al Austria Viena (campeón de Austria) en 1964, 3-2 al Sparta Praga (campeón de Checoslovaquia) en 1966, y 4-1 al Torpedo Moscú (campeón de la Unión Soviética) en 1969.

### La época dorada

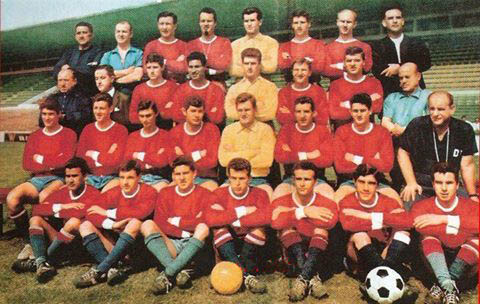
Los campeones de 1963, que poco después ganaron las dos primeras Copa Libertadores

La "época dorada" de Independiente comienza en 1963, con la obtención del campeonato de ese año. De este modo clasificaron y ganaron la Copa Libertadores de América por primera vez en 1964, siendo el primer equipo argentino en lograrlo, venciendo en fases iniciales a Millonarios (campeón de Colombia), Alianza Lima (campeón de Perú) y al Santos (campeón de Brasil), y en la final a Nacional (campeón de Uruguay) por 1-0, con gol de Mario Rodríguez Varela. Luego defendió el título en 1965, ganó cuatro Libertadores consecutivas en 1972, 1973, 1974, 1975, y obtuvo su última en 1984, consagrándose como el máximo ganador de la competición con siete títulos, a los que se le agregan los difíciles récords de campeón en cuatro ediciones consecutivas; y siete finales disputadas, sin haber perdido ninguna de ellas. Como nota de color, en la Libertadores 1964 eliminó en semifinales al difícil elenco del Santos brasileño, vigente bicampeón del mundo, protagonizado por Pelé y demás estrellas de la selección brasileña bicampeona del mundo. La revista inglesa FourFourTwo (2024) calificó al Independiente de 1971-1975 como el tercer mejor equipo en la historia de América, justamente por detrás del Santos de 1955-1968 y la Brasil de 1970.
También cabe mencionar que Independiente obtuvo su distintivo récord de títulos de Copa Libertadores tras ganar su cuarta copa en la final de 1973, venciendo al campeón chileno Colo-Colo 2-1 en el Estadio Centenario, y en consecuencia superando los tres títulos de Peñarol y Estudiantes. Junto con la Libertadores, ese mismo año lograron la Copa Interamericana 1972 y la Copa Intercontinental 1973, dando origen al popular mote de "Rey de Copas".
En 1975, el club de Avellaneda realizó su primera gira por Asia, en la cual enfrentó en partidos amistosos a equipos de Indonesia y Hong Kong. Dado que casi todos los equipos asiáticos vestían de rojo e Independiente no llevó indumentaria alternativa, les otorgaron camisetas amarillas de Suecia, que fueron usadas luego en la final de la Copa Libertadores 1975 contra Unión Española.

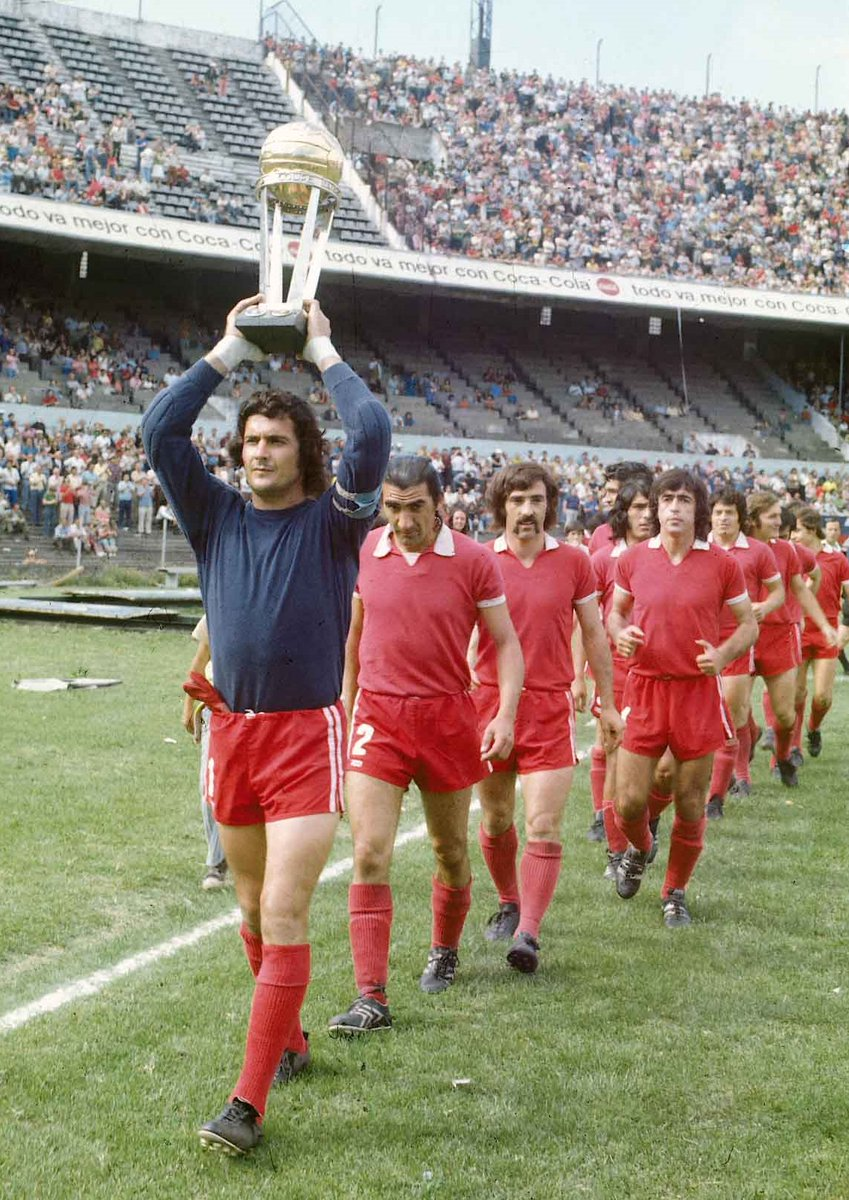
La Copa Intercontinental 1973 dio origen al mote de "Rey de Copas"

En 1976, tras cuatro años de gloria, fue finalmente derrocado por River Plate en semifinales por 0-1, quedando muy cerca de una quinta final consecutiva. Aunque poco después ganaron la pospuesta Copa Interamericana 1975 (la tercera al hilo) al equipo mexicano Atlético Español a través de una definición por penales, tras empatar dos veces en el Estadio Olímpico de Venezuela.
En el ámbito local, Independiente seguía cosechando títulos. El más particular fue el Nacional 1977, torneo donde enfrentó en la final a Talleres. Habiendo igualado en Avellaneda, los equipos jugaron la definición en Córdoba. Los cordobeses se pusieron al frente con un polémico gol con la mano, convalidado por el árbitro Barreiro, que además expulsó a tres jugadores de Independiente por protestar. No obstante, con apenas siete jugadores de campo, Independiente ganó a través de un excelente gol de jugada que concretó Ricardo Bochini a poco tiempo de finalizado el encuentro. Los principales medios afirmaron que el árbitro habría sido, en el entretiempo, "influenciado" por Luciano B. Menéndez, uno de los generales de la dictadura cívico-militar. Bochini (2010) afirmó que este hecho le costó la convocatoria a los Mundiales de 1978 y 1982, debutando tarde en 1986 contra Bélgica.
En 1983 se volvió a producir otro hecho inédito en el plano local cuando Independiente se consagraba campeón argentino disputando la última fecha en el Cilindro de Avellaneda frente a su clásico rival Racing, equipo que descendía por primera vez en su historia a la Primera B. Este campeonato derivó en la obtención de la Copa Libertadores 1984, la séptima del club, venciendo en la final a Grêmio con gol de Jorge Burruchaga.
En el escenario mundial, ganó la Copa Interamericana tres veces, en 1972, 1974 y 1975 ante los campeones de la Concacaf, y en la prestigiosa Copa Intercontinental participó seis veces; siendo campeón del mundo en 1973 venciendo por 1-0 a la Juventus italiana en el Olímpico de Roma (gol de Bochini), y en 1984 venciendo al Liverpool en el Olímpico de Tokio (gol de José Percudani). El duelo contra Liverpool fue especial, ya que fue el primer enfrentamiento entre argentinos e ingleses tras la Guerra de Malvinas ocurrida dos años antes y que marcó el final de la dictadura cívico-militar. El público argentino entero apoyó a Independiente, y su victoria le dio el mote de "Orgullo Nacional" en todos los diarios. Las otras cuatro participaciones en la Intercontinental concluyeron en derrotas ante el Inter de Milán (dos veces), el Ajax de Ámsterdam y el Atlético de Madrid (aunque no sin haber visitado estadios de lujo como el San Siro, el Bernabéu, el Olímpico de Ámsterdam y el Vicente Calderón). Ricardo Bochini, que completó una larga trayectoria en el club entre 1973 y 1991, es recordado como el ídolo más grande de la institución, siendo el autor del gol ante la Juventus y realizando una carrera de 19 años en Independiente, donde logró doce títulos (récord que comparte con Ricardo Pavoni).

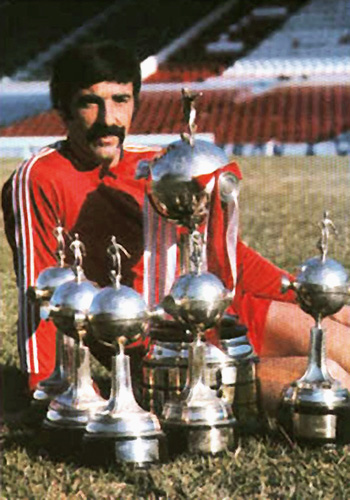
Pavoni con cinco Libertadores en la Visera

En el plano no competitivo también se destacan la obtención de la Copa Consular 1965 ante el Nápoli (ida en Nueva York y definición en Toronto), una victoria por 1-0 en Atenas ante el Panathinaikos (campeón de Europa) en 1972, la victoria por 1-0 ante el Inter de Milán en el Estadio Azteca en 1974, un empate por 2-2 ante el famoso equipo norteamericano del Cosmos de Nueva York en su temporada de despedida en 1985, y un duelo ante el Arsenal inglés, campeón de su país, titulada como Trofeo Intercontinental que perdió por 1-2 en Miami.
En 1994 y 1995 el Rojo obtiene dos títulos internacionales más; el bicampeonato de la Supercopa de los campeones de Libertadores, la primera frente a Boca Juniors y la segunda frente al Flamengo, convirtiéndose en esta última en el primer club extranjero en salir campeón en el Estadio Maracaná de Río de Janeiro, ante una imponente asistencia de 105.000 espectadores brasileños. También se consagró en la Recopa Sudamericana 1995, disputada en el Estadio Olímpico de Tokio (mismo lugar donde le ganó al Liverpool en 1984).
Adicionalmente, en 1994 obtuvieron la Copa Presidente Carlos Menem venciendo 3-2 al Nápoli en semifinales, y 2-1 a la Roma en Mar del Plata. Previo a disputar la Recopa en 1995, el equipo rojo se midió y ganó 5-0 al Sanfrecce Hiroshima y 5-3 al Urawa Red Diamonds. Al año siguiente, Independiente se dirigió una vez más a Japón (Kōbe) para traer la Recopa 1996, pero cayó ante Grêmio por 1-4. En 1997 le ganaron 3-0 al Feyenoord en Mar del Plata.
La "época dorada" de Independiente finaliza en 1995 y de allí en más los logros deportivos se produjeron de forma más aislada.. Nada demasiado relevante ocurrió en el plano futbolístico en el periodo entre 1995 y 2010, salvo el título del Apertura 2002, donde el pilar fue su capitán Gabriel Milito. En 2004 falleció el técnico multicampeón José Pastoriza cuando dirigía por quinta vez a Independiente. Pocos días antes, Independiente había obtenido la Copa DAIA por 1-0 frente a El Salvador. Entre otros jugadores, el club vendió a un joven Sergio Agüero al Atlético Madrid por una cifra récord de US$28,75 millones en 2006, que se proyectó utilizar para renovar completamente La Doble Visera a un estadio nuevo y moderno.

### Nuevo estadio y tiempos duros
Con La Doble Visera en un estadio de severo deterioro, avanzó el proyecto de un estadio nuevo y moderno, hecho posible por la venta récord del "Kun" Sergio Agüero a Europa. El 8 de diciembre de 2006 tuvo lugar la despedida de la Visera contra Gimnasia de Jujuy con derrota por 1-2. Mientras se construía el Estadio Libertadores de América, Independiente hizo de local en otros estadios de Primera División, mayormente en el Cilindro de Avellaneda de Racing. El "Estadio LDA" fue inaugurado oficialmente el 28 de octubre de 2009, con victoria por 3-2 sobre Colón. Dado que los costos de construcción fueron mucho más altos de lo estimado, el estadio fue inaugurado por la mitad, incluso habiendo dejado en pie la vieja tribuna de la calle Almirante Cordero.
A pesar de haber vendido también por sumas millonarias a Oscar Ustari y Germán Denis, Independiente atravesó momentos críticos en el ámbito institucional y futbolístico con deudas millonarias, embargos, inhibiciones de la FIFA e incluso pedidos de quiebra. El equipo finalizó en el fondo de la tabla en reiteradas oportunidades, incluso cuando ganó la Copa Sudamericana 2010 que, simultáneamente, terminó último en el Apertura 2010. La Sudamericana 2010, dejando de lado la alegría de haber ganado la 16.° copa internacional del club tras 15 años, fue descrita como un "oasis en el desierto", debido a que el equipo perdió las cuatro copas a las que se había clasificado y continuó de mala manera en el campeonato.
Las pésimas campañas desde el Apertura 2010, agravadas por malas gestiones y crisis institucionales, dieron como resultado que Independiente finalice penúltimo en los promedios de puntos al término de la temporada 2012-13, quedando descendido en 2013 a la Primera B Nacional por primera vez tras 101 años en Primera División (consumado tras caer con San Lorenzo por 0-1 en la penúltima fecha), junto a San Martín (18.°) y Unión (20.°). En el ámbito institucional, la crisis tenía el Estadio Libertadores de América con las obras paralizadas y en un estado de extremo abandono, al igual que todas las instalaciones y campos de entrenamiento del club, y dirigentes enfrentados y amenazados por la barra brava. Un mes después, el equipo debutó en la B con derrota ante un ascendido de tercera división, Brown de Adrogué, permaneciendo cinco fechas sin conocer la victoria y perfilándose en descenso a la Primera B Metropolitana.
Pese a la grave crisis macroeconómica del club, regresaron a dar una mano Daniel Montenegro, Federico Insúa (campeones en 2002), Federico Mancuello y Facundo Parra (campeones en 2010), con los que el Rojo se recuperó del mal arranque y logró el ascenso nuevamente en 2014 ganándole una final por el tercer ascenso a Huracán. Bajo la gestión de Hugo Moyano, sindicalista jefe de la CGT nacional, Independiente avanzó en las obras de terminación del estadio y fue campeón en la Copa Sudamericana 2017 y la Copa Suruga Bank 2018, que extendieron el palmarés internacional del club reconocido por Conmebol a 18 títulos, recuperando su récord de club con más títulos internacionales en América (compartido con Boca Juniors). De este plantel se destacó Nicolás Tagliafico, que fue al Mundial de Rusia 2018 con la selección argentina y luego fue campeón dos veces de la Copa América y el Mundial de Catar 2022 junto a Emiliano Martínez (Dibu), que también surgió de las inferiores del club.
Entre las ventas de jugadores importantes como Tagliafico, Esequiel Barco, Maximiliano Meza y Alan Velasco, el club tuvo ingresos de cerca de US$42 millones. Pero, aun así, en 2022 los Moyano dejaron la conducción del club habiéndolo llevado nuevamente a otra situación de crisis, con más de US$22 millones de deuda. En 2023, un Independiente obligado a pagar deudas con cuatro clubes mexicanos, fue beneficiado por una colecta entre hinchas y otros contribuyentes realizada a través de una billetera digital que recaudó US$3,5 millones, logrando levantar un embargo desde México impuesto por el TAS. Mientras tanto, el equipo realizaba la peor campaña en Primera División de su historia, terminando el torneo en 24° lugar.

## Simbología

### Denominación
- Independiente Foot-Ball Club (1904-14): Nombre utilizado desde su fundación hasta 1914.
- Club Atlético Independiente (1914-actualidad): El nombre fue traducido al español.

Es común que el club sea mencionado como Independiente de Avellaneda, ya que son varios los equipos a lo largo del mundo hispanoparlante denominados Independiente. En Argentina, el otro caso conocido es Independiente Rivadavia, y fuera del país se destacan Independiente del Valle, Independiente Santa Fe (clubes campeones de la Copa Sudamericana), el Deportivo Independiente Medellín, Independiente de Campo Grande e Independiente Petrolero.

### Apodos
- Diablos Rojos: el periodista del Diario Crítica, Hugo Marini, bautizó a Independiente de esta manera en 1926 por el ataque endiablado que tenía el equipo compuesto por Zoilo Canavery, Alberto Lalín, Luis Ravaschino, Manuel Seoane y Raimundo Orsi.[23][24]

- Rey de Copas: el apodo surge tras convertirse en el primer equipo en el mundo en alcanzar los 12 títulos internacionales, dicho número que contiene la figura del Rey de Copa en los naipes españoles.[25][26]

- Orgullo Nacional: los diarios titularon a Independiente como tal tras derrotar al Liverpool por la Copa Intercontinental 1984, un partido que fue el primero entre equipos argentinos e ingleses tras la Guerra de Malvinas, ocurrida dos años antes.

### Escudos

Escudos oficiales
1904-1908
1908-1914[n. 1]
1914-Actualidad[n. 2]

No oficiales
1925[n. 3]

| 1. 2. 3. |

### Uniforme

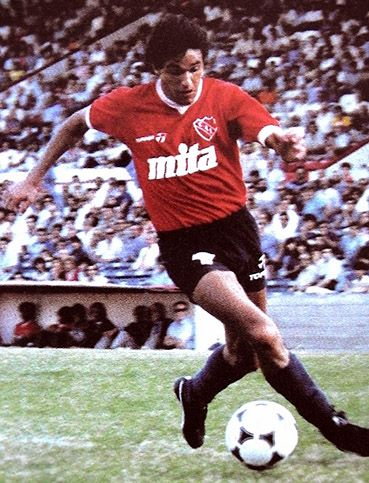
Camiseta tradicional roja de Independiente

Originalmente el uniforme del club fue blanco, con algunos detalles de azul marino. Desde 1909, y por iniciativa del presidente Arístides Langone, Independiente viste de rojo, inspirándose en la vestimenta del club Nottingham Forest. Las vestimentas blanca y azul oscuro pasaron a alternarse como uniforme suplente, mientras que el uniforme titular rojo alterna entre el rojo y el azul marino para los shorts y las medias.
En 1975, Independiente utilizó la camiseta amarilla de detalles azules de la selección de Suecia como alternativa. La misma se insertó en el club en el marco de una gira de ese año por el sudeste asiático. Esta camiseta volvió a usarse como edición limitada en 2014. En 2017 y 2020, el color alternativo fue el negro. En la Copa Suruga Bank 2018, Independiente vistió de gris con shorts y medias rojas.
| Primer uniforme | (Ver evolución) | Uniforme actual |

## Estadio
Independiente efectúa de local en el Estadio Libertadores de América-Ricardo Enrique Bochini, localizado en la ciudad de Avellaneda en la Provincia de Buenos Aires, con capacidad para 49.000 espectadores. El mismo se inauguró en 2009 sin terminar y fue reinaugurado en 2016 con todas sus tribunas finalizadas, restando sólo las obras de colocación del techo. A su costado están emplazadas las vías del Ferrocarril General Roca.
El estadio está emplazado en el lugar donde entre 1928 y 2006 se encontraba el histórico Estadio de la Doble Visera, lugar donde Independiente fue campeón nacional e internacional y sirvió, en sus comienzos, como sede principal de la selección argentina. Fue el primer estadio de cemento en Argentina y tercero en el mundo.
Entre 2006 y 2010, cuando el Estadio LDA-REB se encontraba en construcción, Independiente ofició de local en el Estadio Ciudad de Lanús, el Estadio Tomás Adolfo Ducó y el Estadio Presidente Perón de Racing. En este último hizo de local, por ejemplo, en los cuartos de final de la Copa Sudamericana 2010, donde fue campeón.
Independiente ofició de local en diversos campos de fútbol en la ciudad de Buenos Aires antes de radicarse en Avellaneda en 1906. Estos campos se localizaban en los barrios de Flores, La Paternal y Recoleta. Particularmente, uno de estos se encontraba en la intersección de la avenida Alvear (actual avenida del Libertador) y Tagle, en donde años después River Plate tendría su Estadio de Alvear y Tagle.
El primer estadio de Independiente en Avellaneda fue en un terreno en el barrio de Crucecita que alquiló entre 1906 y 1911. A unas cuadras de ese lugar construyó el Estadio de Crucecita, que existió entre 1911 y 1928.

## Hinchada

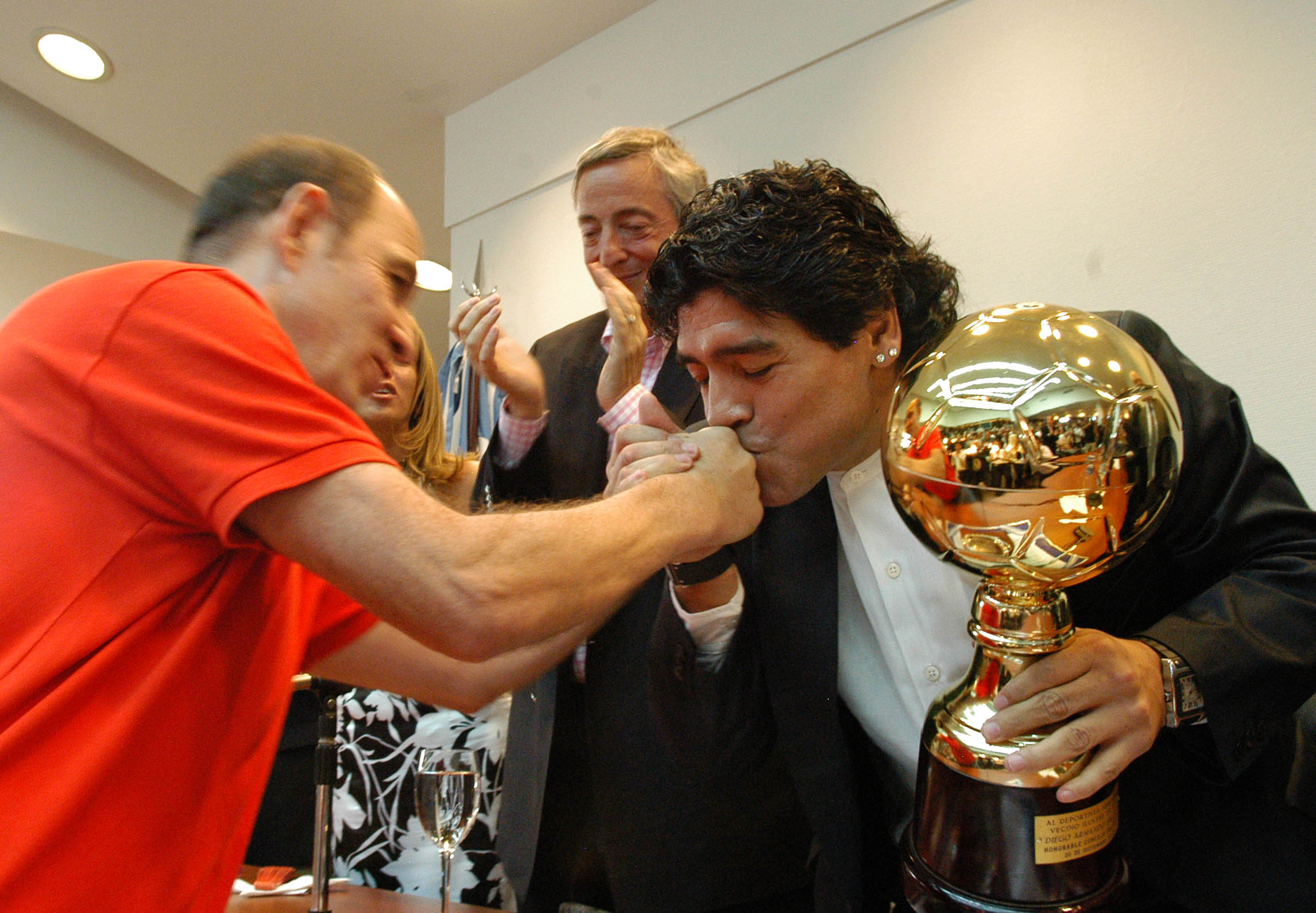
Maradona saludando a Bochini frente al presidente de la nación Néstor Kirchner.

Se estima que Independiente cuenta con alrededor de 4 millones de hinchas en todo el país, ocupa el podio detrás de Boca Juniors y River Plate. Los hinchas de Independiente se caracterizan por ser exigentes y tener poca paciencia con sus jugadores. El principal grupo organizado de barras bravas de Independiente es la Barra del Rojo.
La mascota simbólica de la hinchada es Boneco, un perro que acompañó al plantel de Independiente durante la década de 1970 en cada torneo que disputaba.
En 1969, por intermediación de la Embajada de los Estados Unidos, los astronautas Neil Armstrong, Edwin Aldrin y Michael Collins (los tres tripulantes del histórico Apolo 11 que llevó al hombre a la Luna), fueron nombrados socios de Independiente. Tras la misión, los astronautas llegaron a la embajada como parte de una gira mundial donde se festejó el hecho. En la misma participó Héctor Rodríguez, secretario general de Independiente, a quien Armstrong le confirmó en persona (por medio del embajador John Davis Lodge y una traductora) que llevó un obsequiado banderín de Independiente en el histórico viaje a la Luna en una cápsula a modo de "cábala".
En 2005, con motivo del aniversario por el centenario del club fundado oficialmente en 1905, la hinchada del Rojo formó una de las caravanas de hinchas más grandes de la historia, convocando a más de 100 mil personas para celebrar el aniversario en una caravana que se originó en las callés Perú y Victoria del Microcentro porteño (lugar donde se localizó el bar donde el club fue fundado por los hermanos Degiorgi) y se dirigió a la sede del club en Avellaneda, cruzando desde la capital por el Nuevo Puente Pueyrredón. Desde entonces, los 26 de marzo de cada año se conmemora el "Día del Hincha de Independiente".
En 2013, año en que Independiente descendió por primera vez a la Primera B Nacional, la hinchada roja ganó notoriedad tras permanecer en paz y cantando por el club hasta horas después de finalizado el partido que consumó el descenso (derrota por 0-1 ante San Lorenzo), lo cual recibió comparaciones positivas frente a la hinchada de River Plate que tras su descenso en 2011 provocó incidentes que produjeron enfrentamientos con la Policía Federal, dejó 68 heridos y destrozos a su propio Estadio Monumental. Incluso, hinchas de Independiente formaron una agrupación en los inicios del periplo por la B Nacional que tuvo como objetivo pintar de rojo los espacios grises del estadio semi-abandonado en construcción, ante la severa crisis macroeconómica que atravesaba el club.
En 2023, el influencer Santi Maratea realizó una colecta a través de la billetera virtual MercadoPago que sirvió para recaudar US$3,5 millones y levantar un embargo que el Club América de México mantenía sobre Independiente a instancias del TAS y le impedía incorporar jugadores. En la misma participaron no solamente hinchas de Independiente sino también simpatizantes de otros clubes argentinos.
El hincha más famoso de Independiente quizá haya sido Diego Maradona, que en su infancia y juventud asistía regularmente a La Doble Visera para ver jugar a sus ídolos Ricardo Pavoni, Miguel Ángel Santoro y especialmente el "Bocha" Ricardo Bochini, su ídolo más grande. En México 1986, Bochini ingresó en el segundo tiempo del duelo frente a Bélgica, mientras Maradona lo recibía con la frase "Pase maestro, lo estábamos esperando". Ese mismo partido, los dos números 10 concretaron una jugada que Maradona describió como sintiéndose "que tiraba una pared con Dios". En una visita a la Visera en el año 1993 con la camiseta de Newell's Old Boys se emocionó frente a las cámaras y confesó haber estado en "esa hinchada", en referencia al público de la Doble Visera. En 2021, visitando por última vez la casa del Rojo (esta vez el Estadio Libertadores de América) como director técnico de Gimnasia y Esgrima La Plata, volvió a rendir homenaje a Bochini y pidió que el estadio lleve su nombre.

## Amistades

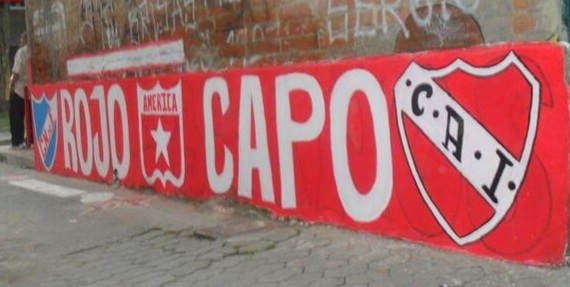
Bandera que muestra la buena relación entre los clubes.

Independiente mantiene amistades con varios clubes, generalmente que tienen los mismos apodos. Se suele ver hinchas con camisetas de éstos clubes mezclados en los estadios. Excepto entre Nacional e Inter de Porto Alegre, en donde hay una tensa rivalidad.
Mantiene amistades con: Nacional de Uruguay, América de Cali de Colombia, Toluca de México e Internacional de Brasil.
Antiguamente, Independiente tenía amistad con Newell's Old Boys y Nueva Chicago pero dichas amistades se fueron disminuyendo con el paso del tiempo.

## Entrenadores

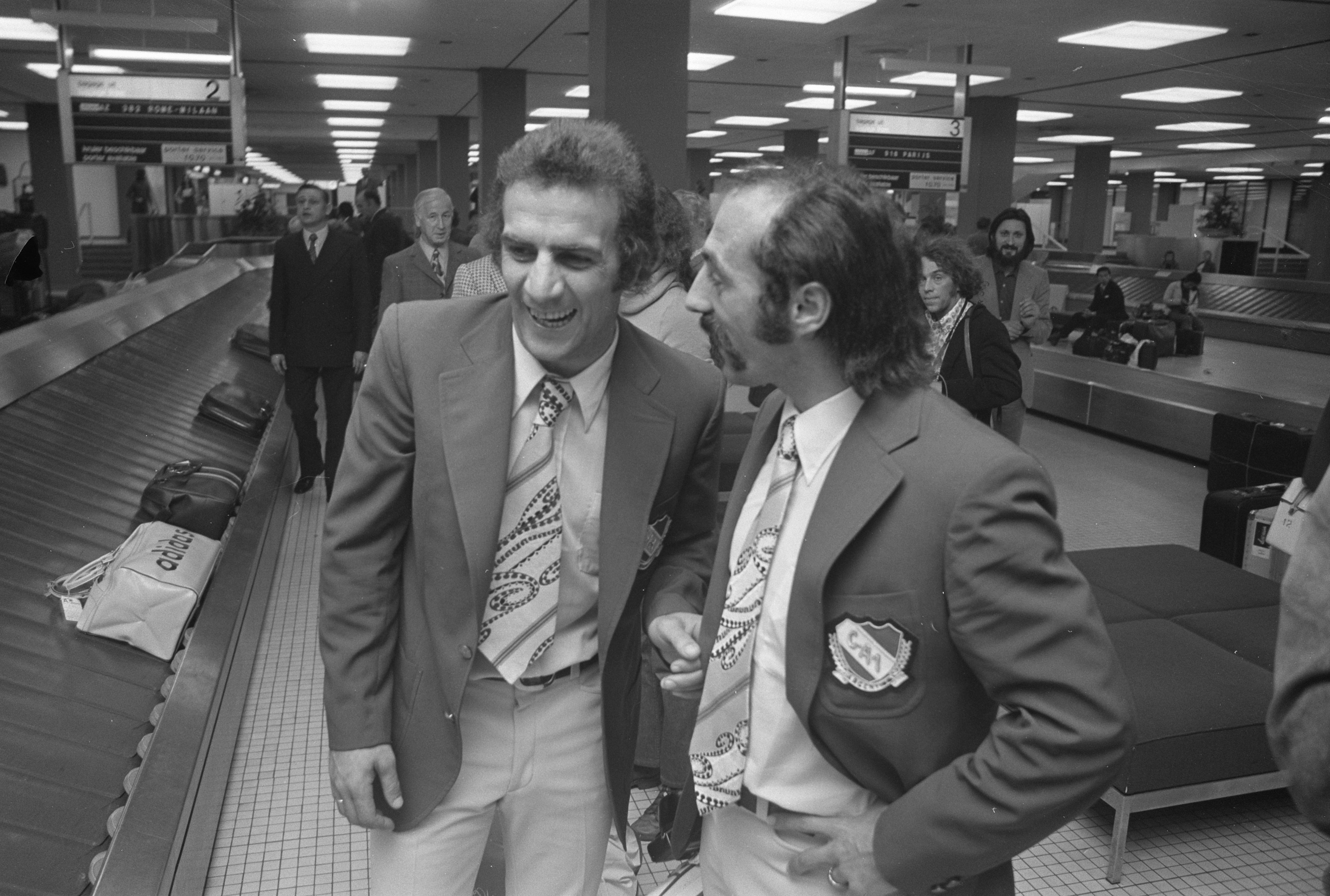
José Pastoriza, técnico histórico

Actualmente el entrenador es Julio Vaccari.
El último técnico campeón fue Ariel Holan (Copa Suruga Bank 2018), mientras que el entrenador con más títulos fue Guillermo Ronzoni, con siete. José Pastoriza fue el entrenador con más partidos dirigidos, y el segundo con más títulos. Pastoriza y Roberto Ferreiro son los entrenadores campeones intercontinentales con Independiente.

## Presidentes
El actual presidente es Néstor Grindetti.
El primer presidente fue Arístides Langone. Dentro de los presidentes más notables de sus historia se encuentran Juan Mignaburu (presidente de la Asociación Amateurs de Football en 1919), Pedro Canaveri (presidente de la AFA en 1946), Miguel Martinicorena, Carlos Radrizzani, Héctor Sande, Herminio Sande, Horacio Sande, Alfredo Roche, Carlos S. Bottaro, Oscar Tomás Sobral, Pedro Iso, Jorge Eduardo Bottaro y Julio Grondona (presidente de la AFA después de 1979).

## Rivalidades

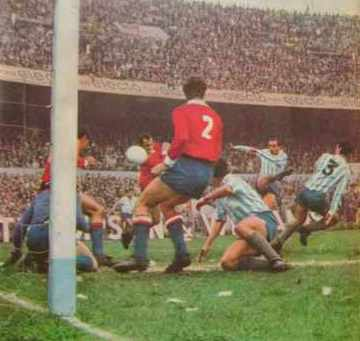
Clásico de Avellaneda de 1968.

### Clásico de Avellaneda
Independiente y Racing son los protagonistas del clásico de Avellaneda. Se enfrentaron por primera vez en 1907, con victoria de Independiente por 3-2. Es considerado como el segundo clásico más importante del fútbol argentino, detrás del Superclásico entre Boca Juniors y River Plate.
Este clásico cuenta con la particularidad de que los estadios de los dos equipos se encuentran a tan sólo dos cuadras de distancia, lo que los convierte en uno de los clásicos con menos distancia entre los dos estadios en el mundo.
Es uno de los pocos clásicos en el mundo que enfrenta a dos equipos campeones del mundo.
Son tomados en cuenta todos los partidos oficiales reconocidos por AFA y CONMEBOL, incluyendo el amateurismo.
| Rival       | PJ  | PG | PE | PP | GF  | GC  | Dif |
| ----------- | --- | -- | -- | -- | --- | --- | --- |
| Racing Club | 230 | 87 | 74 | 69 | 340 | 296 | +18 |

| PJ: partidos jugados | PG: partidos ganados | PP: partidos perdidos | PE: partidos empatados | GF: goles a favor | GC: goles en contra | DIF: diferencia de partidos a favor |

### Otros clásicos
Los otros equipos considerados como clásicos de Independiente son Boca Juniors, River Plate y San Lorenzo, los tres equipos restantes de los denominados «cinco grandes del fútbol argentino».
| Rival        | PJ  | PG | PE | PP | GF  | GC  | Dif |
| ------------ | --- | -- | -- | -- | --- | --- | --- |
| Boca Juniors | 194 | 64 | 57 | 73 | 255 | 268 | -9  |
| River Plate  | 192 | 58 | 53 | 81 | 210 | 264 | -23 |
| San Lorenzo  | 194 | 74 | 52 | 68 | 258 | 224 | +6  |

| PJ: partidos jugados | PG: partidos ganados | PP: partidos perdidos | PE: partidos empatados | GF: goles a favor | GC: goles en contra | DIF: diferencia de partidos a favor |

## Datos del club

### Cronograma
- Temporadas en 1ª división: 114 (1912-2012/13; 2014-2025)[33]
- Temporadas en 2ª división: 5 (1907; 1909-1912; 2013/14)
- Temporadas en 3ª división: 1 (1908)
- Temporadas en 4ª división: 2 (1906-1907)
- Mayor goleada a favor: 11-1 vs. Platense (1971)
- Mayor goleada en contra: 0-8 vs. Vélez Sarsfield (1945)
- Mejor puesto en la liga: 1.º (16 veces).
- Peor puesto en la liga: 24.º (2023).
- Máximo goleador en el amateurismo: Manuel Seoane (199 goles)
- Máximo goleador en el profesionalismo: Arsenio Erico (295 goles)
- Máximo goleador en un solo torneo: Manuel Seoane (55 goles en Primera División 1922).
- Puesto histórico en Primera División: 4.º

## Jugadores

### Plantel 2025
- Los equipos argentinos están limitados por la AFA a tener un cupo máximo de seis jugadores extranjeros, aunque solo cinco podrán firmar la planilla del partido.

### Fichajes • Clausura 2025
| Altas            | Altas     | Altas                | Altas    |
| Jugador          | Posición  | Procedencia          | Tipo     |
| ---------------- | --------- | -------------------- | -------- |
| Lucas Lavagnino  | Portero   | River Plate          | Préstamo |
| Facundo Zabala   | Defensa   | Olimpia              | Traspaso |
| Wálter Mazzantti | Delantero | Huracán              | Traspaso |
| Ignacio Pussetto | Delantero | Universidad Nacional | Traspaso |

| Bajas                | Bajas     | Bajas                | Bajas    |
| Jugador              | Posición  | Destino              | Tipo     |
| -------------------- | --------- | -------------------- | -------- |
| Manuel Tasso         | Portero   | Unión Magdalena      | Préstamo |
| David Martínez       | Defensa   | Volos                | Préstamo |
| Santiago Salle       | Defensa   | San Martín (SJ)      | Préstamo |
| Álvaro Angulo        | Defensa   | Universidad Nacional | Traspaso |
| Adrián Spörle        | Defensa   | Belgrano             | Libre    |
| Ignacio Maestro Puch | Delantero | San Martín (SJ)      | Préstamo |
| Braian Martínez      | Delantero | Tigre                | Préstamo |
| Lucas Román          | Delantero | Atlético Tucumán     | Préstamo |
| Santiago Hidalgo     | Delantero | Toulouse             | Traspaso |
| Matías Giménez       | Delantero | Argentinos Juniors   | Traspaso |

## Registros
| Goleadores | Goleadores         | Goleadores | Presencias | Presencias            | Presencias     |
| ---------- | ------------------ | ---------- | ---------- | --------------------- | -------------- |
| 1.         | Arsenio Erico      | 295 goles  | 1.         | Ricardo Bochini       | 714 encuentros |
| 2.         | Manuel Seoane      | 233 goles  | 2.         | Ricardo Pavoni        | 492 encuentros |
| 3.         | Vicente de la Mata | 152 goles  | 3.         | Hugo Villaverde       | 424 encuentros |
| 4.         | Luis Ravaschino    | 136 goles  | 4.         | Miguel Ángel Santoro  | 394 encuentros |
| 5.         | Antonio Sastre     | 112 goles  | 5.         | Guillermo Daniel Ríos | 363 encuentros |
| 6.         | Ricardo Bochini    | 108 goles  | 6.         | Vicente de la Mata    | 345 encuentros |
| 7.         | Norberto Outes     | 90 goles   | 7.         | Enzo Trossero         | 341 encuentros |
| =.         | Ernesto Grillo     | 90 goles   | 8.         | Antonio Sastre        | 340 encuentros |
| =.         | Raimundo Orsi      | 90 goles   | 9.         | Arsenio Erico         | 339 encuentros |
| 10.        | Camilo Cervino     | 89 goles   | 10.        | Ricardo Giusti        | 332 encuentros |

Ricardo Bochini es reconocido como el máximo ídolo del club, realizando toda su carrera en Independiente a lo largo de 19 temporadas, entre 1972 y 1991. Ganó 14 títulos, seguido por Ricardo Pavoni, campeón 12 veces. Bochini además es el autor del gol con el que Independiente le ganó a la Juventus en 1973 por la Copa Intercontinental, participando también en la conquista de 1984 ante Liverpool. Tal es su legado que Diego Maradona lo consideró como su ídolo y "maestro", llegando a reconocerse hincha de Independiente por Bochini. Simultáneamente, Bochini y Pavoni son los jugadores con más presencias en Independiente. Hugo Villaverde y Enzo Trossero son reconocidos como los defensores más importantes, formando la dupla central que salió campeona del mundo en la Intercontinental 1984.

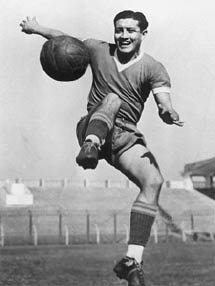
Arsenio Erico, máximo goleador histórico del club y del fútbol argentino.

El máximo goleador histórico es Arsenio Erico con 295 goles seguido por Manuel Seoane con 233. Seoane ostenta el récord de goles en una temporada, con 55 goles en 1922.

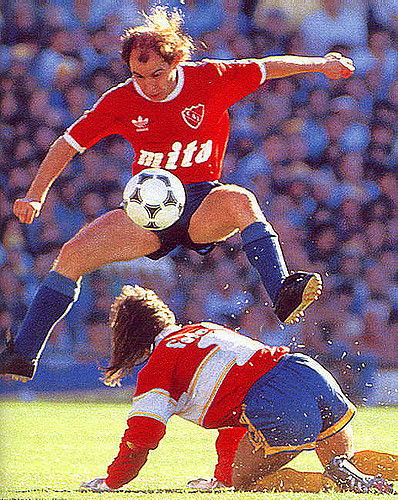
Ricardo Bochini, jugador con más presencias y más títulos en la historia del club.

El debutante más joven fue Sergio Agüero, con apenas 15 años y 35 días en 2003, récord en el fútbol argentino que le quitó a Maradona. El "Kun" fue transferido por US$28 millones al Atlético Madrid en 2006, convirtiéndose en la venta más grande del fútbol argentino hasta 2018.
Independiente formó y/o cedió varios jugadores decisivos en los Mundiales, como Raimundo Orsi (campeón con Italia en 1934, anotó el gol del empate en la final), Daniel Bertoni (anotó en la final de 1978 para Argentina), Jorge Burruchaga (anotó el 3-2 decisivo para Argentina en 1986), Diego Forlán (Balón de Oro de Sudáfrica 2010) y Emiliano Martínez (arquero campeón con Argentina en 2022).

## Palmarés
El récord más distintivo es el de ser el máximo campeón de la Copa Libertadores de América, con siete títulos. También es el máximo ganador de las descontinuadas Copa Interamericana y Supercopa Sudamericana, con tres y dos títulos respectivamente. Ganó la Copa Sudamericana dos veces, récord que también ostentan otros cuatro equipos.
Es el máximo ganador de títulos internacionales confederativos en América junto a Boca Juniors con 18 títulos, y tercero en el mundo por detrás de Real Madrid y Al Ahly.
Nota: en negrita competiciones vigentes en la actualidad. Indicado el récord del torneo  y el compartido 

### Torneos nacionales (25)
| Competición                                         | Títulos | Subcampeonatos |
| --------------------------------------------------- | --- | --- |
| Primera División de Argentina (16/16)               | 1922, 1926, 1938, 1939, 1948, 1960, 1963, Nacional 1967, Metropolitano 1970, Metropolitano 1971, Nacional 1977, Nacional 1978, Metropolitano 1983, 1988/89, Clausura 1994, Apertura 2002. | 1912, 1923, 1932, 1934, 1935, 1937, 1940, 1954, 1964, Metropolitano 1977, Metropolitano 1982, Nacional 1983, 1989/90, Clausura 1993, Apertura 1996, Clausura 2000. |
|                                                     | | |
| Copa de Competencia de la Asociación Amateurs (3/0) | 1924, 1925, 1926. | |
|                                                     | | |
| Copa Dr. Carlos Ibarguren (2/0)                     | 1938, 1939. | |
|                                                     | | |
| Copa de Competencia Jockey Club (1/1)               | 1917. | 1916. |
|                                                     | | |
| Copa de Honor (1/1)                                 | 1918. | 1916. |
|                                                     | | |
| Copa de Competencia «La Nación» (1/0)               | 1914. | |
|                                                     | | |
| Copa Adrián C. Escobar (1/0)                        | 1939. | |

### Torneos nacionales de ascenso (1)
| Competición                         | Títulos | Subcampeonatos |
| ----------------------------------- | ------- | -------------- |
| División Intermedia (0/1)           |         | 1911.          |
|                                     |         |                |
| Tercera División (0/1)              |         | 1908.          |
|                                     |         |                |
| Copa Bullrich (1/0)                 | 1909.   |                |
|                                     |         |                |
| Copa de Competencia El Diario (0/1) |         | 1908.          |

### Torneos internacionales (18)
| Competición                        | Títulos                                   | Subcampeonatos          |
| ---------------------------------- | ----------------------------------------- | ----------------------- |
| Copa Intercontinental (2/4)        | 1973, 1984.                               | 1964, 1965, 1972, 1974. |
|                                    |                                           |                         |
| Copa Libertadores de América (7/0) | 1964, 1965, 1972, 1973, 1974, 1975, 1984. |                         |
|                                    |                                           |                         |
| Copa Sudamericana (2/0)            | 2010, 2017.                               |                         |
|                                    |                                           |                         |
| Copa Interamericana (3/0)          | 1973, 1974, 1975.                         |                         |
|                                    |                                           |                         |
| Supercopa Sudamericana (2/1)       | 1994, 1995.                               | 1989.                   |
|                                    |                                           |                         |
| Recopa Sudamericana (1/3)          | 1995.                                     | 1996, 2011, 2018.       |
|                                    |                                           |                         |
| Copa Suruga Bank (1/1)             | 2018.                                     | 2011.                   |

### Torneos internacionales no confederativos (2)
| Competición                                    | Títulos     | Subcampeonatos |
| ---------------------------------------------- | ----------- | -------------- |
| Copa Río de La Plata - Dr. Ricardo Aldao (2/0) | 1938, 1939. |                |
|                                                |             |                |
| Cup Tie Competition (0/1)                      |             | 1917.          |
|                                                |             |                |
| Copa de Honor Cousenier (0/1)                  |             | 1918.          |

### Torneos internacionales amistosos
- Copa de Oro Rioplatense (1): 1936.
- Copa Confraternidad Argentino-Brasileña (1): 1939 (compartida con River Plate).
- Copa Ministerio de Hacienda (1): 1941.
- Torneo Cuadrangular de Lisboa (1): 1953.
- Torneo Internacional de Chile (1): 1964.
- Copa Consular / Coppa Consulare (1): 1965.
- Trofeo Festa d'Elx (1): 1967.
- Trofeo Montilla Moriles (1): 1967.
- Lunar New Year Cup (1): 1975.
- Trofeo Villa de Madrid (1): 1981.
- Torneo Internacional de Fútbol Miami (1): 1986.
- Copa de las Instituciones (1): 1993.

## Amateur

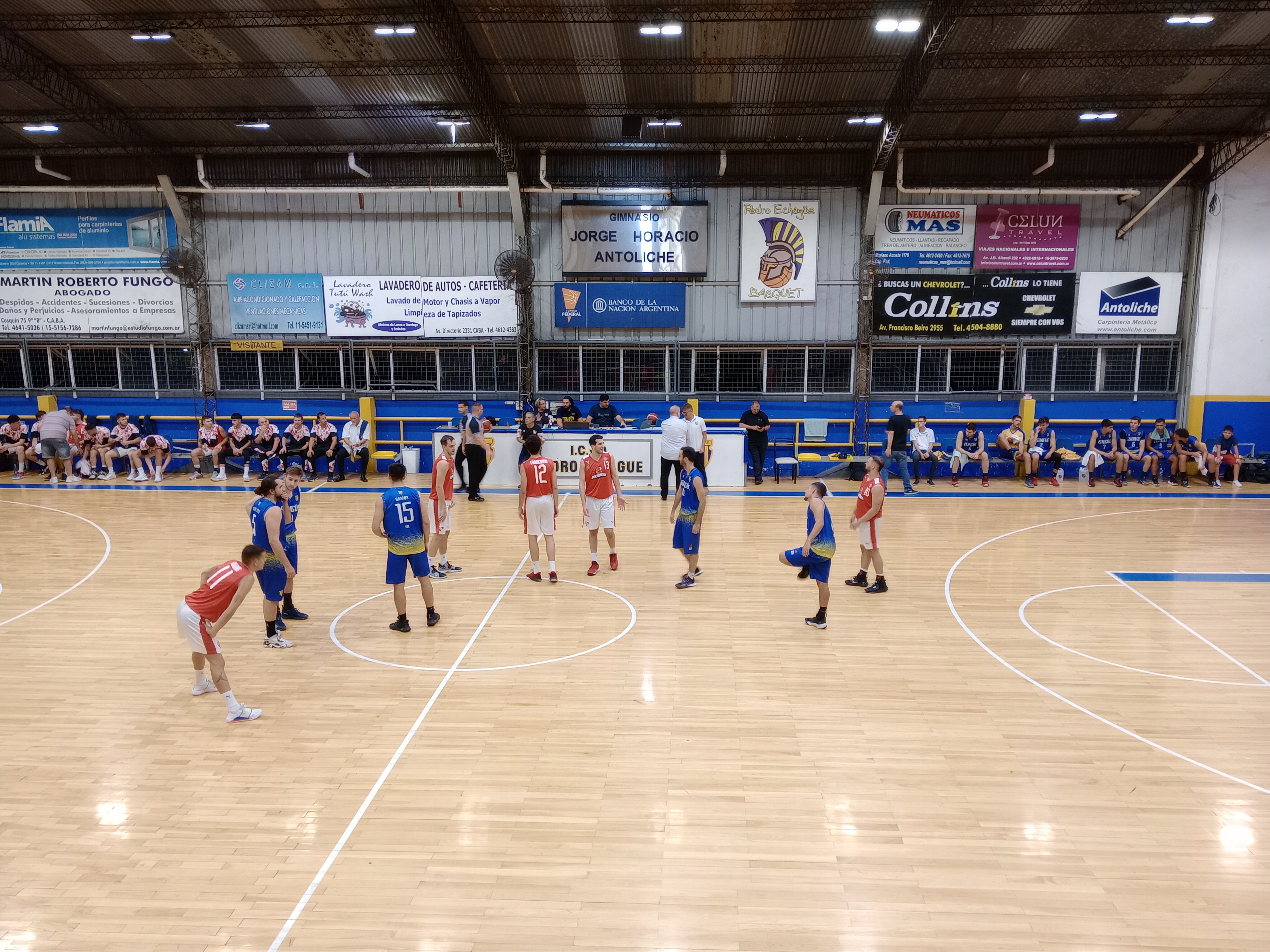
Partido de baloncesto entre Independiente y Pedro Echagüe en Buenos Aires, por la Liga Federal 2023.

### Básquetbol
Independiente compite desde 2023 en La Liga Federal, tercera categoría de este deporte en Argentina. Ganó cinco Campeonatos de la Federación Argentina consecutivos en 1927, 1928, 1929, 1930, 1931, además de torneos contra equipos uruguayos. Recientemente compitió en el Torneo Federal de Ascenso. Oficia de local en el Gimnasio Carlos Bottaro, con capacidad para 3.000 espectadores.

### Béisbol
Independiente fue pionero del béisbol o baseball en Argentina en 1996, cuando Pablo Stortoni fundó el equipo de béisbol con sólo quince juveniles. En total, obtuvo 15 títulos, entre ellos diez Ligas Metropolitanas, en apenas siete años. El club dejó de practicar este deporte en 2003. La joya de este equipo fue David Chocarro, que llegó a militar en la filial de Venezuela de los New York Yankees.

### Fútbol femenino
Independiente compite en la Primera División del fútbol femenino desde la temporada 2018-19, tras consagrarse campeón de la Primera B 2017-18. Fue uno de los equipos fundacionales de 1991, y participó en todos los campeonatos de Primera División, a excepción de la mencionada temporada en la B de 2017-18. El equipo femenino de fútbol oficia de local en el Predio de Villa Domínico, y utiliza ocasionalmente el Estadio Libertadores de América en encuentros especiales. Ocupa el 6° lugar de la tabla histórica de Primera.
Su mejor logró en el deporte fue ser tres veces subcampeón, dos veces en 2002 y una en 2003. Estuvo más cerca de ser campeón en el Torneo Apertura 2002, cuando finalizó empatado en puntos en el primer lugar con River Plate y debieron jugar una final de desempate. La misma se disputó en el estadio de Atlanta y el vencedor fue River por 3-1, con Mariela Coronel convirtiendo el tanto para Independiente.
Mariela Coronel en 2003, más Ludmila Manicler y Gabriela Chávez representaron a la selección femenina de fútbol en los Mundiales formando parte de Independiente. También lo hicieron otras con pasado en el club.

### Futsal
Independiente es uno de los clubes fundacionales de la Primera División de futsal argentino y compite en la categoría. Ocupa el 18.º lugar de la tabla histórica.
Comenzó a competir en el primer campeonato de 1986 y continuó allí hasta la categoría hasta 1989. En 1990 abandonó este deporte y se reincorporó en 2001, compitiendo en Primera B hasta 2004. En ese año logró el ascenso a Primera tras ganar el Torneo Reducido por el segundo ascenso.
Permaneció en Primera hasta 2012, año en que descendió de categoría por primera vez. De vuelta en Primera B, logró su primer título de futsal en 2015, con el que volvió a Primera para 2016 siendo campeón. El envión continuó en 2016 alcanzando la final de la Copa Argentina de Futsal por primera vez, la cual perdió ante River Plate.
En 2019, Independiente finaliza el campeonato penúltimo, por lo que tuvo que enfrentarse con Villa La Ñata por el repechaje de descenso. Sin éxito en dicha serie, pierde la categoría por segunda vez. Sin embargo, apenas un año después logró volver a Primera División tras derrotar a Nueva Chicago en la fase final.

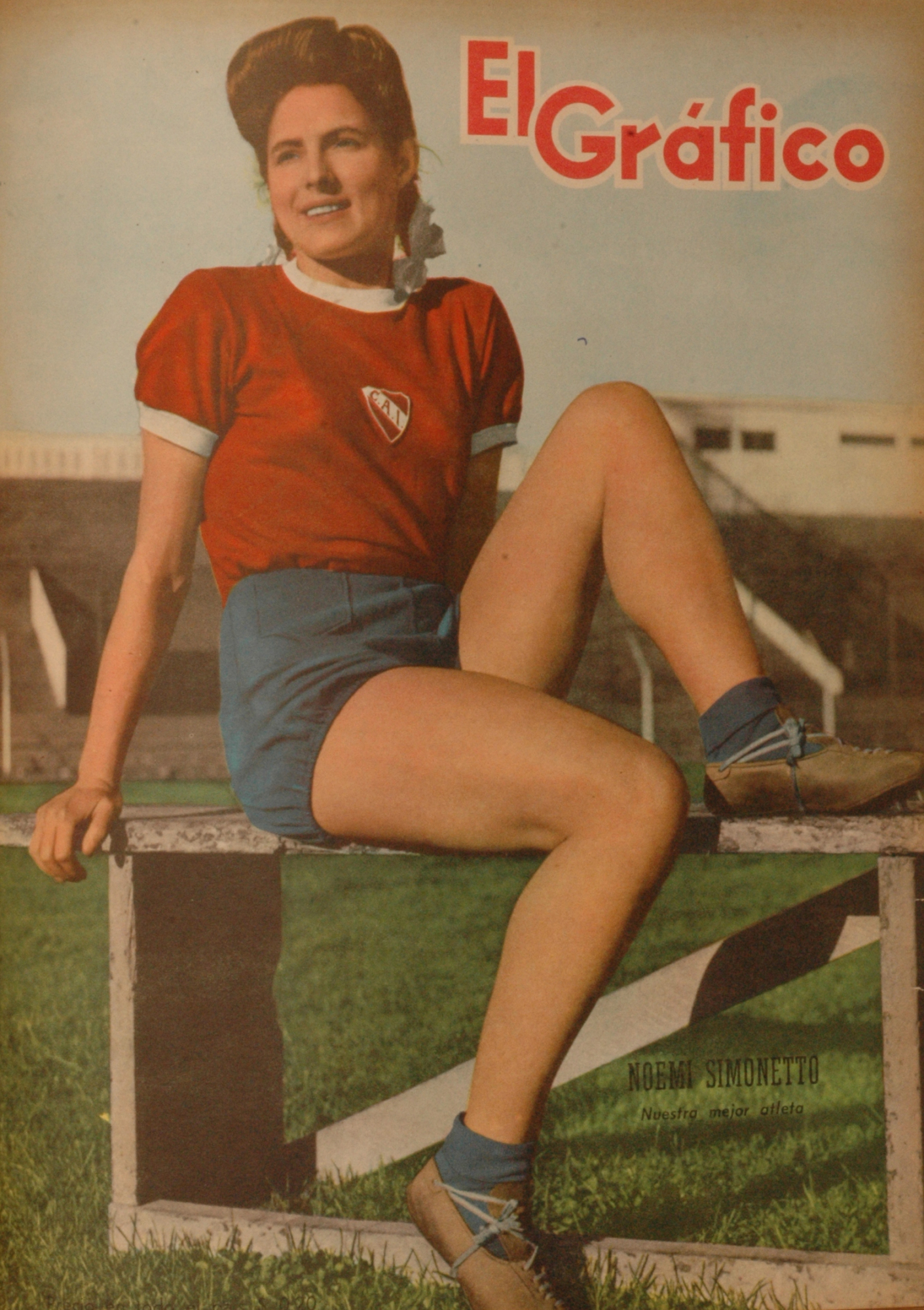
Noemí Simonetto

### Waterpolo
Independiente compite en la División de Honor del waterpolo argentino, máxima categoría de este deporte. Fue campeón de la misma en 1950, 1951 y 1955. Fue el equipo formativo de Osvaldo Codaro, histórico waterpolista argentino que participó en los Juegos Olímpicos de Londres 1948, los Juegos Olímpicos de Helsinki 1952 y los Juegos Olímpicos de Roma 1960, además de lograr dos medallas de oro en los Juegos Panamericanos.

### Deportes individuales
Independiente formó deportistas, tanto hombres como mujeres, que se consolidaron como grandes exponentes argentinos en el mundo. Entre los casos más destacados se encuentran:
- Noemí Simonetto, atleta, medallista de plata en los Juegos Olímpicos de Londres 1948, primera en el ranking mundial de 80 metros en 1945 y reconocida en los Premios Konex de 1980 como una de las "cinco mejores atletas de la historia en Argentina".
- Osvaldo Suárez, atleta, ganador de cuatro medallas de oro en los Juegos Panamericanos, ganador del Olimpia de Oro en 1958 y también reconocido en los Premios Konex de 1980 como uno de los "cinco mejores atletas de la historia en Argentina".
- Isabel Avellán, lanzadora de disco, sexto lugar de su disciplina en los Juegos Olímpicos de Melbourne 1956 y única atleta femenina argentina en ese torneo. Fue la primera abanderada argentina en los Olímpicos y tercera en el mundo.[37]
- Reinaldo Gorno, atleta de larga distancia, ganador de la medalla de plata en los Juegos Olímpicos de Helsinki 1952.